# Вендландт, Хорст
Хорст Отто Грегор Вендландт (нем. Horst Otto Gregor Wendlandt; 15 марта 1922, Кривен, Шведт — 30 августа 2002, Берлин) — немецкий кинопродюсер.
В 1960-х годах продюсерская компания Хорста Вендландта Rialto Film снимала фильмы по мотивам произведений Эдгара Уоллеса и Карла Мая, в основном под руководством Альфреда Форера и Харальда Рейнла. В 1971 году Вендландт основал кинопрокатную компанию Tobis Film (названную в честь старой, довоенной, Tobis Film). Tobis Film была очень успешной компанией в 1970-х годах, продюсируя европейский кинематограф, снимая фильмы с Жаном-Полем Бельмондо, Луи де Фюнесом, Теренсом Хиллом, Бадом Спенсером, сотрудничая с Дино Де Лаурентисом.